# سحيم غالبيني
سحيم غالبيني (الاسم العلمي:Sehima galpinii) هو نوع من النباتات يتبع جنس السحيم من الفصيلة النجيلية.